# Isaak Steiger

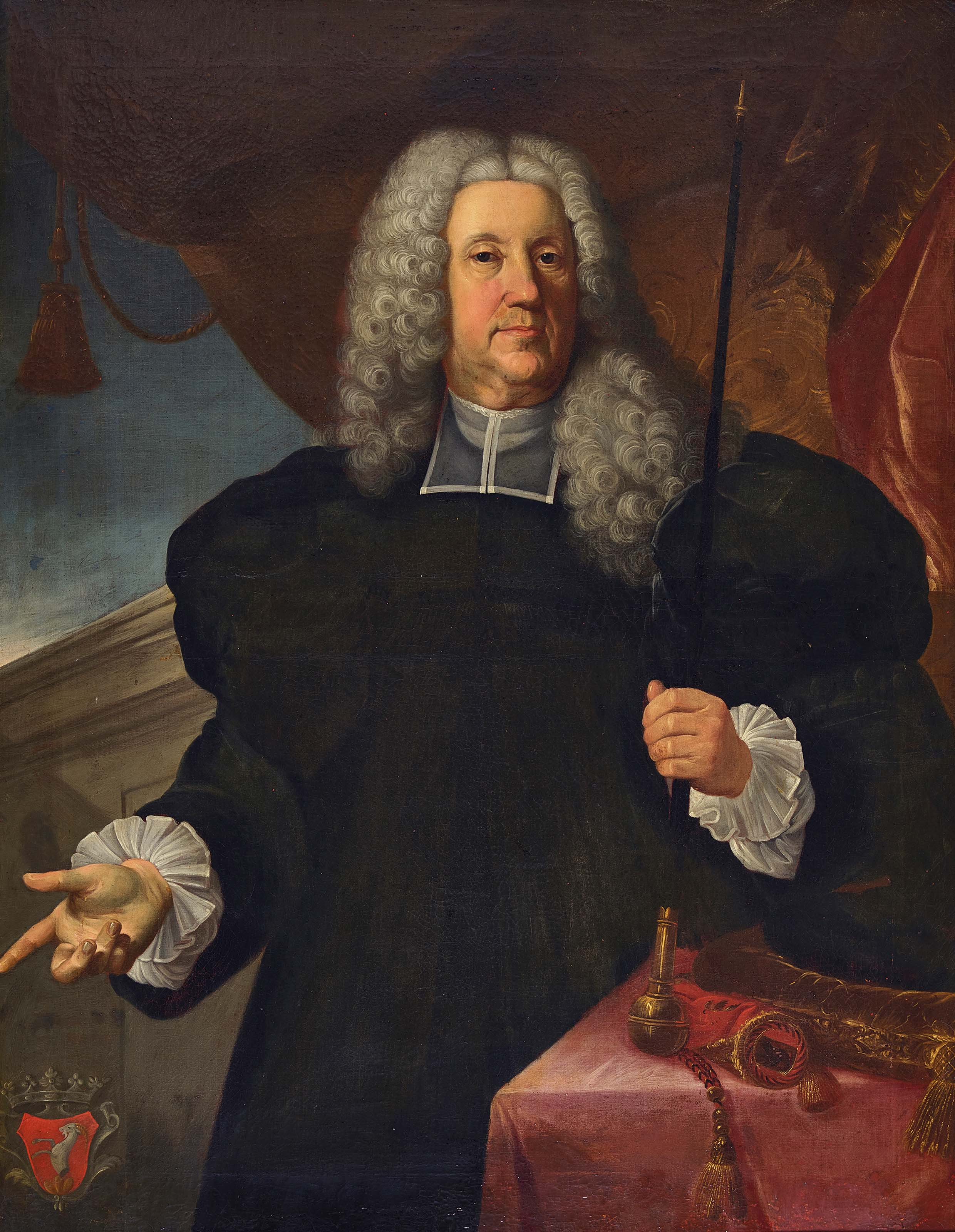
Isaak Steiger, Gemälde von Robert Gardelle (1734)

Isaak Steiger (* 7. März 1669 in Aarburg; † 20. Dezember 1749) war Schultheiss von Bern.
Isaak Steiger kam als Sohn des Hans Anton Steiger, Kommandant zu Aarburg, und der Maria von Diesbach zur Welt. Er gelangte 1701 in den bernischen Grossen Rat, amtete 1705 bis 1711 als Obervogt zu Schenkenberg, ab 1720 als Mitglied des Kleinen Rats und von 1725 bis 1729 als Venner zu Gerwern. Von 1719 bis 1722 war er Herr zu Gerzensee. In den Jahren 1729 bis 1732 war  er Deutschseckelmeister und ab 1732 alternierend Schultheiss von Bern. 1749 führte er als Statthalter des regierenden Schultheissen die Untersuchung bei der sogenannten Henzi-Verschwörung.

## Archive
- Bestände zu Isaak Steiger in der Burgerbibliothek Bern

## Schriften
- Ein Bruchstück der bern. Gesch. aus den Jahren 1711 und 1712, in AHVB 9, 1880, S. 411–437.